# Низькоросла леді
Низькоросла леді (англ. The Scrub Lady) — американська короткометражна кінокомедія 1917 року з Марі Дресслер в головній ролі.

## У ролях
- Раймонд Качо
- Марі Дресслер
- Фред Халлен
- Флоренс Гемілтон
- Гарріет Росс